# Estatua ecuestre de Simón Bolívar
La Estatua ecuestre de Simón Bolívar o simplemente Ecuestre de Simón Bolívar (en inglés: Equestrian of Simón Bolívar) es una obra de arte pública realizada por el artista estadounidense Felix de Weldon. El monumento está situado en la avenida Virginia, calle 18 NW, y calle C NW, cerca del Departamento de Interior de los Estados Unidos y el edificio de la Unión Panamericana de la Organización de los Estados Americanos. El monumento ecuestre de Simón Bolívar fue examinado inicialmente como parte del estudio de Smithsonian's Save Outdoor Sculpture! en 1993. El monumento es una estatua ecuestre del militar venezolano y dirigente político Simón Bolívar. 
La estatua muestra a Simón Bolívar montado en su caballo, con el brazo derecho levantado sobre su cabeza. En esa mano empuña una espada, manteniéndola hacia arriba. Lleva un uniforme militar con grandes detalles, incluyendo la medalla de oro que una vez le otorgara en 1825, George Washington Parke Custis, hijastro del prócer norteamericano, como reconocimiento a su lucha de independencia. La escultura se asienta sobre una base de granito o mármol (142 cm × 72 cm × 184 cm, 8 toneladas).